# Peint
Peint fou un antic estat tributari protegit al districte de Nasik (avuia dia a Maharashtra) amb una superfície de 1.119 km² format per 227 pobles sense cap ciutat. La capital era a Peint. la població el 1881 era de 55.144 habitants, el 1891 de 59.601 i el 1901 de 53.392. Hi havia 221 pobles el 1881 i 228 el 1901. Els rius principals eren el Daman i el Par i estava a la línia principals dels Ghats Occidentals. La població era en gran majoria de tribus de muntanya, nominalment hindús, parlant un marathi deformat amb barreja de paraules gujaratis. Hi havia àmplia ramaderia. La producció principal era fusta de diverses classes, i altres productes eren arròs, mel, oleaginoses, i altres.
La família real era rajput puar i van adoptar el nom familiar de Dalvi; una branca es va fer musulmana en temps d'Aurangzeb. Al segle XVIII l'estat va passar a dependència del peshwa. El 1818, pels serveis a favor dels britànics, la família fou reinstal·lada en els seus drets sobirans; el darrer sobirà Abdul Momin àlies Lakshadir Dalpat Rao III, va morir el 1837, deixant només una filla legítima, Begam Nur Jahan. Els britànics van assolir l'administració però van concedir a la begum una pensió vitalícia de 6000 rúpies l'any, i un terç dels ingressos de l'estat. A la seva mort el 1878 l'estat fou finalment incorporat plenament a territori britànic com a subdivisió del districte de Nasik. La begum residia a Harsul, a 20° 09′ N, 73° 30′ E / 20.150°N,73.500°E.